# I sotterranei del Vaticano
I sotterranei del Vaticano (titolo originale Les Caves du Vatican, edito in Italia anche col titolo Le segrete del vaticano) è un romanzo di André Gide, pubblicato nel 1914 e classificato dall'autore come sotie. Fu pubblicato dalle edizioni della rivista Nouvelle Revue Française, e in seguito da Gallimard.
Una lunga citazione del romanzo è contenuta alla fine del libro Todo modo dello scrittore italiano Leonardo Sciascia, pubblicato nel 1974; essa richiama all'omicidio come atto gratuito, commesso sia da Lafcadio, sia dal pittore (del quale non viene mai detto il nome) protagonista del giallo di Sciascia.

## Trama
Il romanzo è suddiviso in cinque macrocapitoli, ognuno dedicato a uno dei personaggi principali:
- Libro primo: Anthime Armand-Dubois
- Libro secondo: Julius de Baraglioul
- Libro terzo: Amédée Fleurissoire
- Libro quarto: Il Millepiedi
- Libro quinto: Lafcadio

Al centro del romanzo sono la famiglia parigina de Baraglioul, di fervente fede cristiana e appartenente alla colta nobiltà della città, ed una colossale truffa ai danni dei fedeli, basata sulla falsa notizia che il papa era stato imprigionato nei sotterranei del Vaticano e sostituito da un impostore massone. La narrazione si apre con Anthime Armand-Dubois, scienziato ateo e appartenente alla massoneria, cinico nei suoi esperimenti e nelle relazioni con i suoi parenti. In soggiorno a Roma per farsi visitare da un famoso medico, gli appare in sogno la Madonna dopo che la sera prima ne aveva oltraggiato la statua spezzandole una mano. Da questo momento Anthime si converte al cristianesimo e fa pubblica abiura da ogni sua precedente empia pubblicazione, incoraggiato anche dalla Chiesa che vuole sfruttarlo come esempio. Il Vaticano gli promette grandi benefici per la sua rinuncia, ma finisce poi per usarlo come un burattino, senza fargli vedere un soldo; Anthime tuttavia non è più interessato ai beni materiali, e dedica tutto il suo tempo alle opere di carità.
Nei capitoli seguenti, Lafcadio Wluiki, un giovane avventuriero di bell'aspetto e di nobili origini che vive a Parigi di espedienti, viene a sapere di essere il figlio illegittimo del vecchio conte Juste-Agénor de Baraglioul, malato e sul punto di morte, e fratellastro di uno scrittore alla moda -benché criticato dagli ambienti letterari parigini- il visconte Julius de Baraglioul. Alla morte del vecchio, Lafcadio riceve la parte di eredità paterna che gli spetta, si congeda dalla sua amante Carola e si mette in viaggio per l'Italia.
Nel frattempo a Pau, Protos, un vecchio compagno di scuola di Lafcadio, organizza un'associazione segreta dedita alla truffa e chiamata "Il Millepiedi", e sotto le mentite spoglie di un prete, diffonde la falsa notizia che il papa è stato rapito dalla massoneria e incarcerato nei sotterranei di Castel Sant'Angelo, e chiede denaro alle nobildonne della città con il pretesto di finanziare una crociata segreta per la liberazione del Santo Padre; lo sprovveduto marito di una di queste, Amédée Fleurissoire (cognato di Julius de Baraglioul), mosso da impulsivo fervore religioso, parte da Pau in treno, diretto alla volta di Roma, per salvare il papa.
Preoccupato che giunto a Roma Amédée possa accorgersi della truffa, Protos decide di marcarlo a vista e lo segue a Roma in ogni posto, sotto diversi travestimenti. Per allontanarlo dalla città, gli suggerisce di recarsi a Napoli presso il vescovo (che a suo dire è uno di coloro che vogliono salvare il papa): sul treno diretto a Napoli, Amédée si trova casualmente in carrozza con il solo Lafcadio, il quale decide di ucciderlo scagliandolo giù dal treno senza un motivo e senza che si fossero quasi rivolti la parola.
Nell'ultimo capitolo Protos viene erroneamente accusato di essere l'autore dell'omicidio di Amédée ed è arrestato. Il romanzo si conclude con i dubbi esistenziali di Lafcadio, a cui il fratellastro Julius de Baraglioul (al quale aveva rivelato il suo delitto) consiglia di pentirsi dell'omicidio davanti ad un prete, e a cui la figlia dello stesso Julius, Geneviève, confessa il suo appassionato amore. Tuttavia i pensieri finali di Lafcadio sembrano avviarlo a non rinunciare alle gioie dell'amore di Geneviève, lasciando da parte ogni forma di redenzione.

## Analisi
La trama, come sopra esposta, appare scarna e priva di significati pregnanti. Sono tuttavia i personaggi ad animare il romanzo, come in un teatro in cui i caratteri siano illuminati ed illuminanti o risaltino a malapena dallo sfondo, distinguibili da lontano solamente perché corrispondono a stereotipi fissi, maschere che recitano sapientemente memori di realtà sociali di quel tempo, ma da cui è possibile estrapolare contenuti attuali. Davanti ai nostri occhi sfila lo scienziato animato dal più fervente positivismo, avversato dai suoi pii familiari e poi da loro sospinto verso una conversione che si rivelerà esiziale per il mancato realizzarsi delle ipocrite promesse del clero romano. Sfila una galleria di dame bacchettone e bigotte, pronte a professare la propria fede ai quattro venti, ma ben attente ai propri interessi economici e alla loro condizione sociale. Sfila il novello crociato, pronto ad immolarsi per la salvezza del papa. Sfila un sottobosco di umanità dedita al sotterfugio e all'espediente più bieco. Sfila il mediocre scrittore, non scevro tuttavia da capacità di ragionamento e da intuizioni che lo porterebbero lontano dalle secche dell'ipocrisia, salvo ritornare prontamente ai consueti convincimenti.
Ma è soprattutto il personaggio di Lafcadio che colpisce per la chiarezza della sua rappresentazione: dedito alla ricerca sfrenata e al culto del sé, il giovane è autore di un delitto immotivato - quello di Fleurissoire -, espletato solo per il piacere intrinseco all'azione stessa. Anche il fratellastro Julius gli fa eco disquisendo e teorizzando che il misfatto "...senza scopo, l'atto cattivo, il delitto, è inimputabile, e quegli che l'ha commesso, inafferrabile." È come parlare dell'estetica dell'atto gratuito, non ipocritamente supportato dall'interesse, da contrapporre agli atti finalizzati, magari a fin di bene.
Ma sono ancora altri aspetti caratteriali di Lafcadio che sorprendono; colpisce la straordinaria e potente rappresentazione di un personaggio che sembra anticipare di quasi un secolo la psicopatologia del disturbo di personalità, come viene descritta nei moderni manuali di psichiatria e tanto invocata nei dibattiti giurisprudenziali sulla imputabilità dell'omicida, reo di efferati delitti socialmente inspiegabili e che -a nostra memoria- sono passati agli onori delle cronache. Il ritratto che Gide traccia del giovane è perfetto, tanto da farci chiedere quale fosse o chi fosse il suo modello di riferimento.
È indimenticabile il personaggio che si autopunisce conficcandosi ripetutamente nelle carni un temperino, la cui lama aveva scaldato un momento prima; da ricordare ancora i pervasivi sentimenti di vuoto e di noia, le incerte tendenze sessuali, le perversioni, il feticismo, l'eccitamento davanti ai "piedi nudi di lei" e "davanti al più bel polpaccio del mondo", la ipersensibilità e "l'angoscia che bruscamente si impadroniva di lui" come reazione alla frase del fratellastro implicante un immaginario abbandono ("E io che cominciavo a volerle bene").
Ma, più di tutti, merita di essere ricordato il monologo interiore che motiva l'omicidio immotivato. "Non è tanto degli avvenimenti che sono curioso, quanto di me stesso. Ci sono tanti che si credono capaci di tutto, ma al momento di agire si tirano indietro...Che enorme distanza tra l'immaginazione e il fatto!..."

## Edizioni italiane
Fonte: Catalogo del Servizio Bibliotecario Nazionale.
- I sotterranei del Vaticano, traduzione di Cesare Giardini, Milano, Mondadori, 1933,  p. 278.
- Le segrete del Vaticano, traduzione di Oreste Del Buono, Collana BUR nn.828-830, Milano, Rizzoli, 1955,  p. 246.
- I sotterranei del Vaticano. Sotie, traduzione di Elena Spagnol Vaccari, Milano, Feltrinelli, 1965,  p. 179.
- I sotterranei del Vaticano, traduzione di Roberto Ortolani, Milano, Garzanti, 1965,  pp. 237.
- Opere di André Gide, introduzione e note bio-bibliografiche di Stefano Agosti, Milano, Bompiani, 1974,  p. 965.
- I sotterranei del Vaticano, traduzione di Cesare Giardini; postfazione di Carlo Bo, Milano, Mondadori, 1979,  p. 292. - Milano-Novara, Mondadori-De Agostini, 1986, pp. 304.
- I sotterranei del Vaticano, traduzione di Giovanni Gigliozzi, Roma, Newton, 1991,  p. 222.